# 程恩溥
程恩溥（？—？），浙江嘉兴人，清朝政治人物。举人出身。
程恩溥曾于1844年接替熊象鼎任娄县知县一职，由杨题柱接任。